# Marc Robert (sculpteur)
Pour les articles homonymes, voir Marc Robert et Robert.
Marc Robert (Agen-d'Aveyron, 26 mars 1875 - Rodez, 13 septembre 1962) était un sculpteur français, élève d'Alexandre Falguière (1831-1900) et d'Antonin Mercié (1845-1916) à l’École des Beaux-Arts de Paris.
Il exposa au Salon des Artistes Français : médaille de troisième classe en 1906, médaille d’or en 1925, Prix Cabrol en 1917.
Il cesse d’appartenir à la Société des artistes français en 1935.